# Сіґетаро Сімада
Сіґетаро Сімада (яп. 嶋田 繁太郎:, 24 вересня 1883, Токіо, Японська імперія — 7 червня 1976, Токіо, Японія) — японський державний і військовий діяч, адмірал (15 листопада 1940) Імперського флоту Японії, учасник Другої світової війни, під час якої обіймав посади міністра флоту Японії та начальника Генерального штабу флоту Японії. По завершенню конфлікту був одним із обвинувачених на Токійському процесі над воєнними злочинцями.

## Початок кар'єри
Сіґетаро Сімада народився 24 вересня 1883 року в столиці імперії — Токіо. Обравши кар'єру військового, він вступив до Військової академії флоту Японії, яку завершив 1904 року, ставши двадцять сьомим зі 192 кадетів за успішністю. Одним із його однокурсників був Ісороку Ямамото. У званні мічмана Сімада проходив службу на підводному човні Карасакі, поки не був переведений на крейсер Ідзумі, перебуваючи у складі команди якого брав участь у славнозвісній Цусімській битві. 
Пізніше Сімада отримав призначення на крейсери Ніїтака та Отова. 18 вересня 1907 року він отримав звання молодшого лейтенанта. 11 жовтня 1909 року був підвищений до лейтенанта й отримав призначення на броненосний крейсер Цукуба. 
13 грудня 1915 року обійняв посаду помічника військового аташе при посольстві в Італії, а тому фактично не брав участі в Першій світовій війні. 

## Між світовими війнами
По завершенню конфлікту він повернувся до Японії та надалі служив на різних посадах у Генеральному штабі флоту. 1922 року Сімада став старшим помічником командира лінкора Хюга. Наступного року повернувся до академії у ролі інспектора, а 1926 року очолив 7-й дивізіон підводних човнів.
1928 року Сімада вперше у житті очолив корабель — крейсер Тама, а пізніше того ж року став командиром лінкора Хіей. 
30 листопада 1929 року Сімада отримав звання контрадмірала і був призначений на посаду начальника штабу 2-о флоту. У грудні 1930 року був переведений до складу 1-о флоту й очолив школу підводних човнів, а вже у лютому 1932 року отримав призначення до 3-о флоту. У ролі командира даного з'єднання брав участь в інциденті 28 січня. 

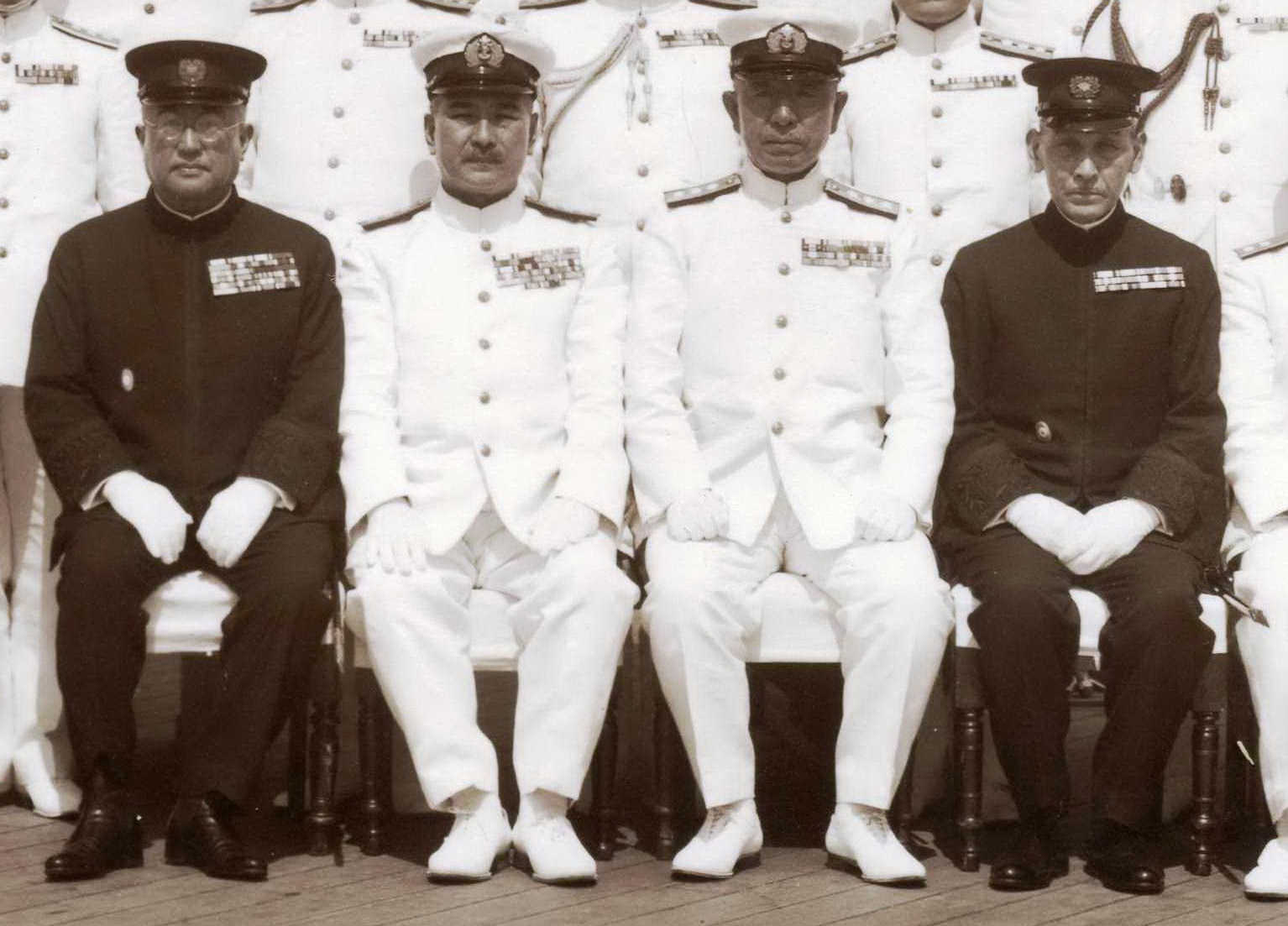
Сіґетаро Сімада (сидить другий ліворуч) на палубі корабля Мусаші

У червні 1932 року Сімада повернувся до Генерального штабу флоту й очолив 3-й відділ воєнної розвідки Японії, розпочавши планування диверсійних операцій проти Сполучених Штатів. У листопаді очолив усю воєнну розвідку, а в грудні 1933 року став заступником начальника Генерального штабу флоту. 15 листопада 1934 року став віцеадміралом. 
Надалі Сімада обіймав посади начальника військово-морських баз округів Куре та Йокосука, а також командира 2-о флоту.
15 листопада 1940 року отримав звання адмірала.

## Друга світова війна
18 жовтня 1941 року Сімада був призначений на посаду міністра флоту Японії. Перебуваючи на ній, схвалив план Ісороку Ямамото щодо нападу на Перл-Гарбор. Загалом Сімада, попри свою надмірну вірність прем'єр-міністру Тодзьо, відігравав важливу роль у повноцінному функціонуванні японського флоту, а також у взаємодії між флотом і сухопутними частинами протягом перших років війни в Тихому океані. Одночасно з цим, Сіґетаро не довіряв європейським союзникам Японії, вважаючи, що лише імперія може надалі вести війну та виграти її.

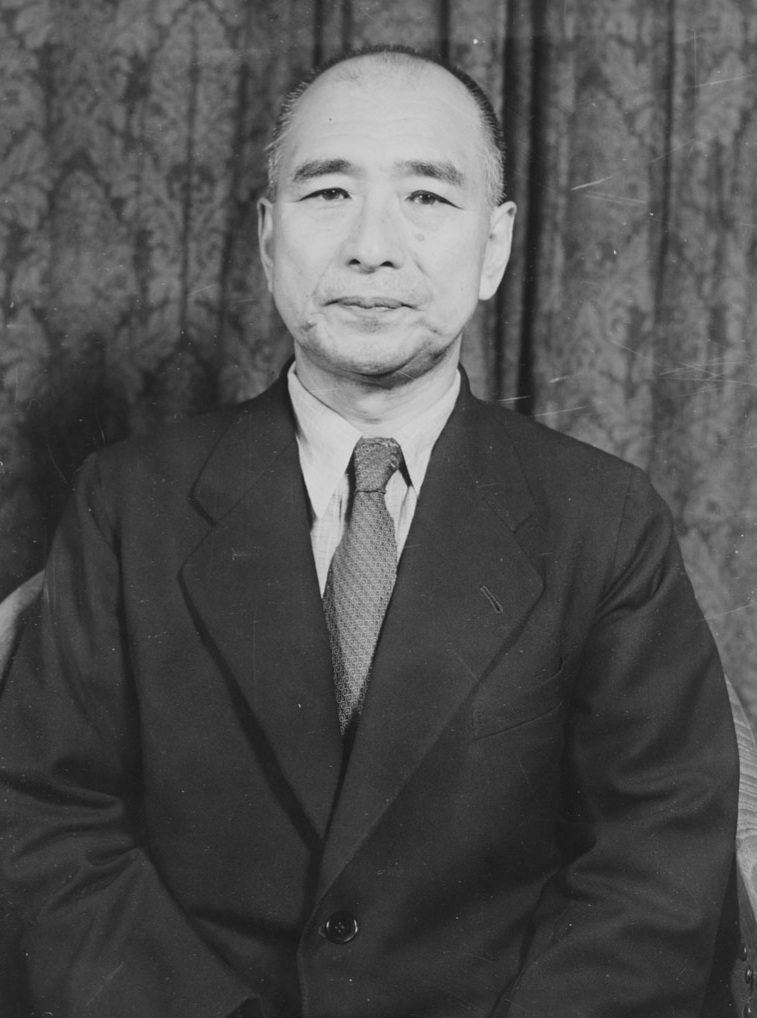
Сіґетаро Сімада під час Токійського трибуналу

Після серії великих поразок Японської імперії Хідекі Тодзьо звільнив начальників штабів армії та флоту. Відтоді саме Сімада обійняв посаду нового начальника Генерального штабу Імперського флоту Японії, залишаючись і надалі ще й міністром флоту. Це зробило Сімаду найважливішою особою на флоті. Проте він нажив велику кількість ворогів. У липні 1944 року імператор особисто висунув вимогу про звільнення Сіґетаро. На посаді міністра флоту його ненадовго замінив адмірал Наокуні Номура, а на посаді начальника Генерального штабу флоту — Косіро Ойкава. 
Сімада остаточно полишив службу на флоті 20 січня 1945 року.

## Після війни
Після завершення Другої світової війни Сімада був заарештований і звинувачений у воєнних злочинах. Токійським трибуналом він був приговорений до довічного ув'язнення за розв'язання та ведення агресивної війни проти союзників. 1955 року він був достроково звільнений. Надалі проживав у Токіо. Помер 7 червня 1976 року. 

## Звання
- Енсін (14 дистопада 1904)
- Молодший лейтенант (18 вересня 1907)
- Лейтенант (11 жовтня 1909)
- Капітан 3 рангу (13 грудня 1915)
- Капітан 2 рангу (1 грудня 1920)
- Капітан 1 рангу (1 грудня 1924)
- Контрадмірал (30 листопада 1929)
- Віцеадмірал (15 листопада 1934)
- Адмірал (15 листопада 1940)

## Нагороди

### Японська імперія
- Медаль Російсько-японської війни 1914-1905
- Військова медаль 1918-1920
- Медаль Перемоги
- Орден Священного скарбу
  - 2-го класу (5 жовтня 1933)
  - 1-го класу (13 квітня 1939)
- Медаль Китайського інциденту 1937
- Орден Золотого шуліки 2-го класу (29 квітня 1940)
- Орден Вранішнього Сонця 1-го класу (13 вересня 1941)

### Маньчжурська держава
- Медаль національного фонду «Велика Маньчжурія»
- Пам'ятна медаль імператорського візиту в Японію

### Королівство Італія
- Орден Корони Італії, командорський хрест
- Орден Святих Маврикія та Лазаря, офіцерський хрест

### Інші країни
- Орден Заслуг німецького орла, великий хрест
- Орден Білого слона, великий хрест (Таїланд; 9 лютого 1942)